# Славянское сельское поселение (Шербакульский район)
Славянское се́льское поселе́ние — муниципальное образование в Шербакульском районе Омской области Российской Федерации.
Административный центр — село Таловское.

## История
Статус и границы сельского поселения установлены Законом Омской области от 30 июля 2004 года № 548-ОЗ «О границах и статусе муниципальных образований Омской области».

## Население
| 2010  | 2011  | 2012  | 2013  | 2014  | 2015  | 2016  |
| ----- | ----- | ----- | ----- | ----- | ----- | ----- |
| 1439  | ↘1435 | ↗1446 | ↗1459 | ↘1454 | ↘1433 | ↗1444 |
| 2017  | 2018  | 2019  | 2020  | 2021  | 2023  |       |
| →1444 | ↘1440 | ↘1422 | ↗1423 | ↘1341 | ↘1302 |       |

По данным Всероссийской переписи населения 2010 года в гендерной структуре населения из 1439 человек мужчин — 707, женщин — 732 (49,1 и 50,9 % соответственно).

## Состав сельского поселения
| № | Населённый пункт | Тип населённого пункта       | Население |
| - | ---------------- | ---------------------------- | --------- |
| 1 | Красный Восток   | деревня                      | 172       |
| 2 | Славянка         | деревня                      | 248       |
| 3 | Славянское       | деревня                      | 65        |
| 4 | Таловское        | село, административный центр | 954       |